# Luca Raimondo
Luca Raimondo (Salerno, 16 marzo 1972) è un fumettista italiano.

## Biografia
Luca Raimondo, formatosi all'interno della Scuola Grafica Salernitana, inizia la sua carriera di disegnatore nel 1995 con la storia breve La zona morta, sceneggiata da Paolo Morales e pubblicata sul settimanale Intrepido . Successivamente, nell'ambito di una collaborazione con la Scuola italiana di Comix, realizza gli albi Non ti pago e Le voci di dentro, versione illustrata delle omonime commedie di Eduardo De Filippo, pubblicate nella serie Il teatro a fumetti. Inizia inoltre a lavorare anche per il mercato francese, disegnando sulle riviste BèDè-Adult e BèDè-X dell'editore IPM e collaborando con B&M edizioni. Realizza inoltre i disegni de I tarocchi di Casanova, I tarocchi dell'Olimpo e I tarocchi pagani commissionati dall'editore Lo Scarabeo di Torino.
A partire dal 2002 lavora con Sergio Bonelli editore, prima nell'ambito dello staff di Jonathan Steele di Federico Memola e poi per la miniserie Brad Barron, creata da Tito Faraci, di cui disegna tre albi (2003). A partire dal 2005 collabora alla serie Dampyr di Mauro Boselli e Maurizio Colombo.
Nel 2008, per l'editore francese Soleil Productions pubblica due volumi della serie "Le temps des loups", scritta da Christophe Bec
Nel 2012 è sulle pagine del "Dylan Dog Color fest" con una storia breve scritta da Giovanni Gualdoni. 
Nel 2013 collabora con La Gazzetta dello Sport per la quale illustra alcune uscite della serie “I miti del calcio”.
Nel 2014, sempre per il mercato francese, inizia una collaborazione con l'editore Glénat e su sceneggiatura di Mayko disegna i due volumi de Le Kabbaliste de Prague tratto dall'omonimo romanzo Il cabalista di Praga di Marek Halter. Nello stesso anno disegna un albo per la nuova serie bonelliana Morgan Lost di Claudio Chiaverotti.
Nel 2016 inizia la sua collaborazione con la RAI, collaborando come disegnatore per trasmissioni come "Politics" e La vita in diretta. 
Nel 2017 torna al lavoro su "Dylan Dog".
All'attività di disegnatore di fumetti alterna quella di illustratore realizzando locandine, copertine e illustrazioni nel campo dell'editoria e della produzione teatrale.
Nel 2018 è stato "Direttore artistico della sezione fumetto" per la seconda edizione di "Ponte Comix and Fun" evento dedicato al mondo dei cosplay e del fumetto svoltosi a Pontecagnano Faiano, per il quale ha anche realizzato la locandina. Ruolo che ricoprirà anche nell'edizione successiva, il 18 e 19 maggio 2019.
Nel 2022 comincia a lavorare alla serie "Thomas Carnacki,  investigatore dell'occulto" edita da Éditions Paquet, su testi di Éric Corbeyran e basata sull'omonimo personaggio creato nel 1910 da William Hope Hodgson
Dal 2023 inizia la sua collaborazione con il La Fenice di Venezia realizzando illustrazioni e locandine per la comunicazione social e per l'attività del prestigioso teatro veneziano.

## Pubblicazioni

### Sergio Bonelli Editore
- Federico Memola (testi), Luca Raimondo (disegni); Il mare delle nebbie, in Jonathan Steele n. 48, Sergio Bonelli Editore, 28 febbraio 2003.
- Federico Memola (testi), Luca Raimondo (disegni); La vera storia di Jasmine, in Jonathan Steele n. 57, Sergio Bonelli Editore, 28 novembre 2003.
- Tito Faraci (testi), Luca Raimondo (disegni); Il mio miglior nemico, in Brad Barron n. 8, Sergio Bonelli Editore, 6 settembre 2005.
- Tito Faraci (testi), Luca Raimondo (disegni); La promessa, in Brad Barron n. 8, Sergio Bonelli Editore, 6 dicembre 2005.
- Tito Faraci (testi), Luca Raimondo (disegni); L'incubo dei ritornanti, in Brad Barron n. 13, Sergio Bonelli Editore, 4 maggio 2006.
- Luigi Mignacco (testi), Luca Raimondo (disegni); La macumba dei narcos, in Dampyr n. 92, Sergio Bonelli Editore, 6 novembre 2007.
- Diego Cajelli (testi), Luca Raimondo (disegni); Il cuore di Gorislav, in Dampyr n. 109, Sergio Bonelli Editore, 3 aprile 2009.
- Diego Cajelli (testi), Luca Raimondo (disegni); Stagione di caccia, in Dampyr n. 125, Sergio Bonelli Editore, 5 agosto 2010.
- Andrea Artusi Ivo Lombardo (testi), Luca Raimondo (disegni); Marea rossa, in Maxi Dampyr n. 3, Sergio Bonelli Editore, 28 luglio 2011.
- Giovanni Gualdoni (testi), Luca Raimondo (disegni); Doppia identità, in Dylan Dog color fest n. 10, Sergio Bonelli Editore, 23 aprile 2012.
- Diego Cajelli (testi), Luca Raimondo (disegni); Orrore tra gli Amish, in Speciale Dampyr n. 8, Sergio Bonelli Editore, 20 ottobre 2012.
- Antonio Zamberletti (testi), Luca Raimondo (disegni); Mogadiscio, in Maxi Dampyr n. 7, Sergio Bonelli Editore, 30 luglio 2015.
- Claudio Chiaverotti (testi), Luca Raimondo (disegni); Il segreto di Juliet, in Morgan Lost n. 13, Sergio Bonelli Editore, 20 ottobre 2016.
- Giovanni Eccher (testi), Luca Raimondo (disegni); Il tempio nella giungla, in Dampyr n. 207, Sergio Bonelli Editore, 06 giugno 2017.
- Giovanni Eccher (testi), Luca Raimondo (disegni); Cambogia, in Dampyr n. 208, Sergio Bonelli Editore, 06 luglio 2017.
- Claudio Falco (testi), Luca Raimondo (disegni); Chinatown, in Dampyr n. 215, Sergio Bonelli Editore, 03 febbraio 2018.
- Giulio Antonio Gualtieri (testi), Luca Raimondo (disegni); Io ti proteggerò, in Dylan Dog n. 432, Sergio Bonelli Editore, 31 agosto 2022.

### Soleil
- (FR)  Christophe Bec (testi), Luca Raimondo (disegni); Le prix du sang, , Soleil Productions, 26 novembre 2008.
- (FR)  Christophe Bec (testi), Luca Raimondo (disegni); Le chasseurs, , Soleil Productions, 24 marzo 2010.

### Lo Scarabeo
- Giacomo Casanova (testi), Luca Raimondo (disegni); I tarocchi di Casanova, , Lo Scarabeo, 2000.
- Manfredi Toraldo (testi), Luca Raimondo (disegni); I tarocchi dell'Olimpo, , Lo Scarabeo, 2001.
- Gina Pace (testi), Luca Raimondo (disegni); I tarocchi pagani, , Lo Scarabeo, 2004.

### Glénat
- Mayko (testi), Luca Raimondo (disegni); Le Kabbaliste de Prague - Tome 1, , Glénat, 2016, ISBN 9782344005576.
- Mayko (testi), Luca Raimondo (disegni); Le Kabbaliste de Prague - Tome 2, , Glénat, 2017, ISBN 9782344005576.

### Paquet
- Corbeyran (testi), Luca Raimondo (disegni); Les spectres de Venise- Tome 1, , Paquet, 2023, ISBN 9782889322435.